# Rafael García Aguilera
Rafael García Aguilera, meglio noto come Bebe (Cordova, 28 maggio 1990), è un giocatore di calcio a 5 spagnolo, campione europeo con la nazionale spagnola nel 2016.

## Carriera
Il 19 ottobre 2015, Bebe ha esordito con la Spagna durante un incontro amichevole vinto per 10-2 contro la Macedonia; nell'occasione, il difensore ha realizzato anche la sua prima rete.

## Palmarès

### Club
- Campionato spagnolo: 3
Inter: 2017-2018, 2019-2020
Cartagena: 2023-2024
- Supercoppa di Spagna: 6
ElPozo Murcia: 2012, 2014, 2016
Inter: 2017, 2018
Cartagena: 2023
- Coppa del Re: 3
ElPozo Murcia: 2015-16, 2016-17
Inter: 2024-25
- Coppa UEFA: 1
Inter: 2017-18

### Nazionale
- Campionato d'Europa: 1
Serbia 2016